# Gervaize Rocks
Die Gervaize Rocks sind eine Gruppe von Rifffelsen vor der Nordwestküste der Trinity-Halbinsel am nördlichen Ende der Antarktischen Halbinsel. Sie liegen 5 km nordnordöstlich des Kap Ducorps.
Der Falkland Islands Dependencies Survey kartierte sie anhand von Vermessungen, die er zwischen 1960 und 1961 durchgeführt hatte. Das UK Antarctic Place-Names Committee benannte sie 1964 nach Charles François Eugène Gervaize (1814–1895), Offizier an Bord der Astrolabe bei der Dritten Französischen Antarktisexpedition (1837–1840) unter der Leitung des Polarforschers Jules Dumont d’Urville.